# Wereldkampioenschappen schoonspringen 2019 – tienmetertoren vrouwen
Het schoonspringen vanaf de tienmetertoren voor vrouwen tijdens de wereldkampioenschappen schoonspringen 2019 vond plaats op 16 en 17 juli 2019 in het Nambu University Municipal Aquatics Center in Gwangju.

## Uitslag
Finalisten zijn de eerste 12 genoemde deelnemers, aangegeven met groen.
Halvefinalisten zijn de 6 daaropvolgende deelnemers, aangegeven met blauw.
| Rang   | Naam               | Land                | Voorronde | Voorronde | Halve finale  | Halve finale  | Finale        | Finale        |
| Rang   | Naam               | Land                | Punten    | Rang      | Punten        | Rang          | Punten        | Rang          |
| ------ | ------------------ | ------------------- | --------- | --------- | ------------- | ------------- | ------------- | ------------- |
| Goud   | Chen Yuxi          | China               | 339.80    | 4         | 407.95        | 1             | 439.00        | 1             |
| Zilver | Lu Wei             | China               | 383.75    | 1         | 370.85        | 2             | 377.80        | 2             |
| Brons  | Delaney Schnell    | Verenigde Staten    | 305.75    | 10        | 317.35        | 8             | 364.20        | 3             |
| 4      | Melissa Wu         | Australië           | 343.70    | 3         | 322.50        | 6             | 360.20        | 4             |
| 5      | Pandelela Rinong   | Maleisië            | 303.70    | 12        | 312.70        | 9             | 349.25        | 5             |
| 6      | Meaghan Benfeito   | Canada              | 344.60    | 2         | 340.60        | 4             | 347.80        | 6             |
| 7      | Caeli McKay        | Canada              | 315.85    | 8         | 356.70        | 3             | 331.40        | 7             |
| 8      | Noemi Batki        | Italië              | 321.10    | 6         | 328.60        | 5             | 328.90        | 8             |
| 9      | Matsuri Arai       | Japan               | 304.75    | 11        | 312.45        | 10            | 321.45        | 9             |
| 10     | Celine van Duijn   | Nederland           | 301.50    | 13        | 309.55        | 11            | 309.40        | 10            |
| 11     | Amelia Magaña      | Verenigde Staten    | 318.10    | 7         | 308.50        | 12            | 305.00        | 11            |
| 12     | Lois Toulson       | Verenigd Koninkrijk | 311.90    | 9         | 319.60        | 7             | 303.60        | 12            |
| 13     | Alejandra Orozco   | Mexico              | 281.35    | 17        | 303.90        | 13            | Uitgeschakeld | Uitgeschakeld |
| 14     | Christina Wassen   | Duitsland           | 298.80    | 14        | 298.90        | 14            | Uitgeschakeld | Uitgeschakeld |
| 15     | Robyn Birch        | Verenigd Koninkrijk | 288.50    | 15        | 297.00        | 15            | Uitgeschakeld | Uitgeschakeld |
| 16     | Maria Kurjo        | Duitsland           | 285.45    | 16        | 295.55        | 16            | Uitgeschakeld | Uitgeschakeld |
| 17     | Rin Kaneto         | Japan               | 333.95    | 5         | 285.05        | 17            | Uitgeschakeld | Uitgeschakeld |
| 18     | Laura Hingston     | Australië           | 281.00    | 18        | 283.70        | 18            | Uitgeschakeld | Uitgeschakeld |
| 19     | Antonia Pavel      | Roemenië            | 273.90    | 19        | Uitgeschakeld | Uitgeschakeld | Uitgeschakeld | Uitgeschakeld |
| 20     | Freida Lim         | Singapore           | 270.30    | 20        | Uitgeschakeld | Uitgeschakeld | Uitgeschakeld | Uitgeschakeld |
| 21     | Anisley García     | Cuba                | 269.60    | 21        | Uitgeschakeld | Uitgeschakeld | Uitgeschakeld | Uitgeschakeld |
| 22     | Moon Na-yun        | Zuid-Korea          | 268.50    | 22        | Uitgeschakeld | Uitgeschakeld | Uitgeschakeld | Uitgeschakeld |
| 23     | Cho Eun-bi         | Zuid-Korea          | 263.45    | 23        | Uitgeschakeld | Uitgeschakeld | Uitgeschakeld | Uitgeschakeld |
| 24     | Maha Abdelsalam    | Egypte              | 260.85    | 24        | Uitgeschakeld | Uitgeschakeld | Uitgeschakeld | Uitgeschakeld |
| 25     | Ellen Ek           | Zweden              | 256.20    | 25        | Uitgeschakeld | Uitgeschakeld | Uitgeschakeld | Uitgeschakeld |
| 26     | Alais Kalonji      | Frankrijk           | 252.60    | 26        | Uitgeschakeld | Uitgeschakeld | Uitgeschakeld | Uitgeschakeld |
| 27     | Helle Tuxen        | Noorwegen           | 240.05    | 27        | Uitgeschakeld | Uitgeschakeld | Uitgeschakeld | Uitgeschakeld |
| 28     | Nicoleta Muscalu   | Roemenië            | 239.65    | 28        | Uitgeschakeld | Uitgeschakeld | Uitgeschakeld | Uitgeschakeld |
| 29     | Tanya Watson       | Ierland             | 237.00    | 29        | Uitgeschakeld | Uitgeschakeld | Uitgeschakeld | Uitgeschakeld |
| 30     | Anna Tsjoejnysjena | Rusland             | 235.30    | 30        | Uitgeschakeld | Uitgeschakeld | Uitgeschakeld | Uitgeschakeld |
| 31     | Joelia Timosjinina | Rusland             | 233.25    | 31        | Uitgeschakeld | Uitgeschakeld | Uitgeschakeld | Uitgeschakeld |
| 32     | Gabriela Agúndez   | Mexico              | 219.45    | 32        | Uitgeschakeld | Uitgeschakeld | Uitgeschakeld | Uitgeschakeld |
| 33     | Myra Lee           | Singapore           | 205.20    | 33        | Uitgeschakeld | Uitgeschakeld | Uitgeschakeld | Uitgeschakeld |
| 34     | Viviana Uribe      | Colombia            | 201.90    | 34        | Uitgeschakeld | Uitgeschakeld | Uitgeschakeld | Uitgeschakeld |
| 35     | María Betancourt   | Venezuela           | 199.10    | 35        | Uitgeschakeld | Uitgeschakeld | Uitgeschakeld | Uitgeschakeld |
| 36     | Andressa Mendes    | Brazilië            | 195.80    | 36        | Uitgeschakeld | Uitgeschakeld | Uitgeschakeld | Uitgeschakeld |
| 37     | Anne Tuxen         | Noorwegen           | 180.70    | 37        | Uitgeschakeld | Uitgeschakeld | Uitgeschakeld | Uitgeschakeld |
| 38     | Valentina Quintero | Colombia            | 151.50    | 38        | Uitgeschakeld | Uitgeschakeld | Uitgeschakeld | Uitgeschakeld |